# Wibke Bülle
Wibke Bülle (Grevesmühlen, RDA, 14 de marzo de 1970) es una deportista alemana que compitió para la RDA en vela en las clases 470 e Yngling.
Ganó cuatro medallas en el Campeonato Mundial de 470 entre los años 1991 y 1998, y dos medallas en el Campeonato Europeo de 470, plata en 1989 y bronce en 1993. También obtuvo dos medallas de plata en el Campeonato Mundial de Yngling, en los años 2002 y 2003.
Participó en los Juegos Olímpicos de Sídney 2000, ocupando el quinto lugar en la clase 470.

## Palmarés internacional
| Representando a la RDA   |                        |                   |       |
| Campeonato Europeo       |                        |                   |       |
| Año                      | Lugar                  | Medalla           | Clase |
| 1989                     | Balatonfüred (Hungría) | Medalla de plata  | 470   |
| Representando a Alemania |                        |                   |       |
| Campeonato Mundial       |                        |                   |       |
| Año                      | Lugar                  | Medalla           | Clase |
| 1991                     | Brisbane (Australia)   | Medalla de bronce | 470   |
| 1996                     | Porto Alegre (Brasil)  | Medalla de bronce | 470   |
| 1997                     | Tel Aviv (Israel)      | Medalla de plata  | 470   |
| 1998                     | El Arenal (España)     | Medalla de bronce | 470   |
| Campeonato Europeo       |                        |                   |       |
| Año                      | Lugar                  | Medalla           | Clase |
| 1993                     | Breitenbrunn (Austria) | Medalla de bronce | 470   |

| Representando a Alemania |                 |                  |         |
| Campeonato Mundial       |                 |                  |         |
| Año                      | Lugar           | Medalla          | Clase   |
| 2002                     | Brunnen (Suiza) | Medalla de plata | Yngling |
| 2003                     | Cádiz (España)  | Medalla de plata | Yngling |